# 128
128 рік — високосний рік, що почався в четвер за григоріанським календарем. 
Римська імперія •  Парфянське царство •  Кушанське царство •  Східна Хань •  Сармати

## Геополітична ситуація
Римську імперію очолює імператор Адріан (до 138). Імперія  займає Апеннінський, Піренейський та Балканський півострови, Галлію, частину Британії, Близький Схід, Північну Африку включно з Єгиптом. 
Наймогутніша держава центральної Азії — Парфянське царство. Наймогутніша держава Індостану — Кушанське царство. Династія Хань править у Китаї.  Корейський півострів ділять між собою Три корейські держави. 
Триває докласичний період цивілізації мая.
На території майбутньої України, в степах Причорномор'я, кочують сармати, північніше — племена Черняхівської культури.

## Події
- Римськими консулами були Луцій Ноній Кальпурній Аспренат Торкват та Маній (Марк?) Анній Лібон.
- З цього року Антиной стає фаворитом римського імператора Адріана й постійно перебуває разом з ним.
- Адріан відвідав Мавретанію. 1 липня  імператор  провів у Ламбасісі почесний огляд легіону III «Августа»[1].
- У вересні після короткого перебування в Римі імператор Адріан вирушив на огляд провінцій Греції, Малої Азії та Римського Єгипту. Взяв участь в Елевсінських містеріях, запланував в Афінах будівництво храму Гери, завершення Храму Зевса Олімпійського, спорудження гімнасія та нового кварталу поряд з Іліссосом. Потім знову відвідав Спарту[2].
- Після смерті Хосроя I в західній частині Парфії почав правити Мітрідат IV. (дата приблизна) Східна частина залишилася під правлінням Вологеза II.
- Шаньюйєм північних хунну став Хюлі (до 142).
- Правителем Пекче став  Керу.

## Померли
- Папа Сікст I (за іншими даними — 126).